# وادگاسن
وادگاسن (به آلمانی: Wadgassen) یک شهر در آلمان است که در زارلاند واقع شده‌است.

## خصوصیات
وادگاسن ۲۵٫۹۳ کیلومترمربع مساحت دارد ۱۸۷ متر بالاتر از سطح دریا واقع شده‌است.

## خواهرخوانده
شهر Arques خواهرخواندهٔ وادگاسن هست.